# 厨丞
厨丞，中国古代官职。在秦朝，厨丞是詹事下属的官职，主掌太子饮食。汉朝沿袭了秦朝的这个官制。西汉时期南越文王墓的西侧室中出土了“厨丞之印”的封泥。